# Censimento del Regno Unito del 2011
Il censimento del Regno Unito del 2011 è stato il ventunesimo censimento condotto nel Regno Unito. Venne indetto il 27 marzo 2011. I risultati sono pubblicati con rilasci periodici, che termineranno il 29 gennaio 2015.
È stato organizzato dall'Office for National Statistics (ONS) in Inghilterra e Galles, dal General Register Office for Scotland (GROS) e dalla Northern Ireland Statistics and Research Agency (NISRA).